# Viper Room
Viper Room – nocny klub muzyczny otwarty w sierpniu 1993 i położony przy Sunset Strip w West Hollywood w Kalifornii, gdzie w latach 40. funkcjonował klub „Melody Room”.
W latach 1993–2004 współwłaścicielem klubu był aktor Johnny Depp. 31 października 1993 na chodniku przed klubem zmarł, w wyniku przedawkowania środków odurzających, aktor River Phoenix. Pomimo śmierci Phoenixa klub wciąż odwiedzały sławy Hollywood, m.in. Jennifer Aniston i Sean Penn.
W filmie Olivera Stone’a The Doors budynek klubu wykorzystano do scen w których zespół gra w klubie „London Fog”, także znajdującym się w zachodnim Hollywood.